# Пам'ятник Лесі Українці (Дніпро)
Пам'ятник Лесі Українці — перший у Дніпрі пам'ятник українській письменниці й громадській діячці Лесі Українці. Встановлено 25 лютого 2019 року. Урочисте відкриття відбулося на території школи № 129 житлового масиву «Придніпровський» у день народження поетеси. 

## Опис пам'ятника
За словами організаторів, цей бюст — одна з кращих робіт відомого скульптора з Тернополя Дмитра Мулярчука. Унікальність роботи в тому, що Леся Українка показана в незвичному, «неканонічному» образі.
Пам'ятник зроблений зі спеціального «антивандального» сплаву, хоча ззовні нагадує бронзу. Це, переконані творці, вбереже його від пошкоджень. Встановлення бюсту обійшлось у понад 50 тисяч гривень.

## Дивись також
- Пам'ятники Лесі Українці